# Duane Lake
Duane Lake és una concentració de població designada pel cens dels Estats Units a l'estat de Nova York. Segons el cens del 2000 tenia 357 habitants.

## Demografia
Segons el cens del 2000, Duane Lake tenia 357 habitants, 128 habitatges, i 104 famílies. La densitat de població era de 57,7 habitants per km².
Dels 128 habitatges en un 34,4% hi vivien nens de menys de 18 anys, en un 69,5% hi vivien parelles casades, en un 7% dones solteres, i en un 18,8% no eren unitats familiars. En el 10,2% dels habitatges hi vivien persones soles el 2,3% de les quals corresponia a persones de 65 anys o més que vivien soles. El nombre mitjà de persones vivint en cada habitatge era de 2,79 i el nombre mitjà de persones que vivien en cada família era de 3,01.
Per edats la població es repartia de la següent manera: un 24,1% tenia menys de 18 anys, un 6,4% entre 18 i 24, un 28,6% entre 25 i 44, un 33,9% de 45 a 60 i un 7% 65 anys o més.
L'edat mediana era de 40 anys. Per cada 100 dones de 18 o més anys hi havia 108,5 homes.
La renda mediana per habitatge era de 77.913 $ i la renda mediana per família de 78.702 $. Els homes tenien una renda mediana de 45.278 $ mentre que les dones 31.250 $. La renda per capita de la població era de 28.530 $. Entorn del 8% de les famílies i l'11,1% de la població estaven per davall del llindar de pobresa.